# Vlasta Tetičkovič Toplak
Vlasta Tetičkovič Toplak (rojena Toplak), slovenska političarka, * 1978
Je županja občine Destrnik. Pred tem je bila predsednica občinske uprave te občine.

## Mladost
Otroštvo je preživela v vasi Mostje v občini Juršinci.

## Politika
Leta 1998 je neuspešno kandidirala za članico občinskega sveta Občine Juršinci.
Leta 2022 je na lokalnih volitvah kandidirala s podporo SLS, SDS in liste Drugačni in povezani. Med volilno kampanjo je prejela več groženj in neznanci so poškodovali njen avtomobil. V drugem krogu je prejela 52,31 odstotka glasov in premagala Branka Horvata.

## Družina
Je poročena in ima tri otroke.